# وليام فيو
وليام فيو جونيور (8 يونيو 1748 - 16 يوليو 1828) هو أحد الآباء المؤسسين للولايات المتحدة. كان فيو ممثلًا عن ولاية جورجيا الأمريكية في الاجتماع الدستوري، وأحد الموقعين على دستور الولايات المتحدة. كان كلّ من فيو وجيمس غان أول عضوين من ولاية جورجيا في مجلس الشيوخ.
وُلد فيو لعائلة فقيرة من اليومن الذين عملوا في الزراعة، لكنّه اكتسب الوجاهة الاجتماعية والتأثير السياسي في مراحل لاحقة من حياته. أبدى فيو سمات الاعتماد على النفس، وهي سمات جوهرية للنجاة في الغرب الأمريكي القديم، فأصبح صديقًا مقرّبًا من النخبة العسكرية والسياسية في الدولة. طالما أُعجبت المخيّلة الأمريكية بشخصية ساكن التخوم القاسي الذي يخفف النزعة الديمقراطية لدى زمرة الأثرياء وأصحاب السلطة، وغذّت قصص ديفي كروكيت هذه المخيلة. كانت هذه الصورة دقيقةً إلى حد كبير عند النظر إلى شخصية فيو التي علّمت نفسها بنفسها.
ورث فيو موهبتي القيادة والانضباط أو التنظيم، وامتلك حسّ الخدمة العامة، وبرزت هذه الصفات لديه بعد أن شهد حرب الاستقلال الأمريكية. كانت مهارة القيادة والانضباط مهمةً في مسرح العمليات العسكرية، وكانت الحاجة إليها شديدةً في حملات الجنوب، حيث كان النضال ضد الغزاة البريطانيين ثابتي العزم خطرًا وشاقًا، وأثر تأثيرًا وثيقًا على حياة كثيرٍ من المستوطنين. كانت فطنة فيو العسكرية وتكريس نفسه للصالح العام سببين في حصوله على اهتمام قادة القضية الوطنية فوريًا، ففوّضه هؤلاء بمسؤوليات سياسيّة مهمة أيضًا في نهاية المطاف.
أثّرت الحرب بشدة على موقف فيو من المستقبل السياسي للأمة الجديدة، فحوّلت ساكن التخوم الجلف إلى مناصرٍ حادٍّ للاتحاد المستدام بين الولايات. أدرك الرجال من زمرة فيو، إبان سنوات الصراع العسكري، أن حقوق الفرد التي يؤْثِرها سكان الغرب بغيرة شديدة لا يمكن حمايتها ورعايتها من دون حكومة مركزية قوية قادرة على محاسبة الأفراد. أصبح هذا الاعتقاد صفة خدمته العامة التي امتدت لفترة طويلة.

## تاريخه المبكر
تنتمي عائلة فيو إلى طائفة الكويكرز المسيحية. عمل الوالد ريتشارد فيو صقّال أحذية، وهو من مقاطعة ويلتشير في إنجلترا. كان ابنه البكر إسحاق فيو صانع براميلٍ خشبية، وهاجر إلى بنسلفانيا في أربعينيات القرن السابع عشر، فعاشت عائلة فيو شمال ماريلاند، حيث دبّرت معيشتها المتواضعة عبر زراعة التبغ في الممتلكات الصغيرة التي كانت بحوزتها. شهدت المنطقة سلسلةً من موجات الجفاف في خمسينيات القرن الثامن عشر، فأصبحت عائلة فيو وجيرانها على حافة الانهيار -في الحقيقة، تتألف العائلة الكبيرة من أولاد العم وأقرباء بعيدين. قرر المجتمع المحليّ بأكمله ترك المزارع والمغامرة بالتوجه إلى المناطق الأكثر خصوبة في التخوم الجنوبية.
استطاعت عائلة فيو تحقيق شيءٍ من الازدهار مع مرور الوقت، فبرز منها قادةٌ سياسيون في مقاطعة أورانج الريفية. انخرطت العائلة مع حركة المنظِّم، على غرار الكثير من المستوطنين الغربيين، وهي حركة شعبويّة نشأت ردًا على القيود السياسية والاقتصادية التي فرضها التجار والمحامون والسكان المحليون وأصحاب المزارع في منطقة تايدووتر على التخوم الأمريكية أو المزارعين في المناطق النائية. تحوّلت الاحتجاجات إلى مواجهات بحلول عام 1771، واجتمعت مجموعة كبيرة من سكان الغرب غير المسلحين للاشتباك مع وحدات ميليشيا كارولاينا الشمالية في معركة ألامانس. انتهت المعركة غير المتكافئة بانتصار ساحق للميليشيات، ومع ذلك، استجابت المجالس التشريعية الولاياتية في نهاية المطاف لمعظم مطالب حركة المنظم الهادفة إلى الحصول على التمثيل السياسي والمساعدة الاقتصادية. أُعدم جيمس، شقيق فيو، فوريًا نتيجة مشاركته في التمرد، وتعرّضت مزرعة عائلة فيو شرق هيلزبورو إلى السلب على يد عناصر ميليشيا وليام تريون. أدى ذلك إلى تناقضٍ بين عائلة فيو بشأن عقوبة الإعدام. هرب باقي أفراد العائلة إلى رايتس بورو في ولاية جورجيا، في حين بقي فيو لتسوية شؤون العائلة وبيع عقارها.
بدأت هذه العداوات في كارولاينا الشمالية بالتلاشي نظرًا لانقلاب الرأي العام الأمريكي على التدابير الإمبراطورية التي وضعتها بريطانيا العظمى في سبعينيات القرن الثامن عشر. وجد أصحاب المزارع الشرقيون والمستوطنون الجدد أن الضرائب الجديدة والقيود المفروضة على التوسع الغربي تتعارض مع فكرتهم المتعلقة بالحكم الذاتي، واستطاعت قيادات الحركة الوطنية توحيد الولاية ضد ما عدّته تهديدًا لحريات كافة الأطراف.
شارك فيو في هذا التدريب باعتباره واحدًا من أوائل الرجال الذين التحقوا بمجموعة ميليشيا المتطوعين التي تأسست في هيلزبورو. حظيت وحدة فيو على الإرشادات التكتيكية من أحد المحاربين القدامى في الحروب الاستعمارية، وهكذا جرت العادة عمومًا. في حالة فيو، كان هذا الشخص عريفًا سابقًا في الجيش البريطاني، وظّفته المجموعة في منصب وكيل التدريب. رفض فيو عرض رئاسة إحدى الوحدات الأولى في كارولاينا الشمالية التي جُندت لصالح الجيش القاري في صيف عام 1775، متذرعًا بضغط الأعمال التجارية للعائلة، لكنه وظّف معرفته العسكرية المكتسبة حديثًا لخدمة القضية الوطنية في ولاية جورجيا بعد أن أنهى حسابات العائلة في العام التالي، والتحق بأقربائه في ولاية جورجيا حيث افتتح مكتب محاماة.

## حرب الاستقلال الأمريكية
نظمت ولاية جورجيا مواطنيها المجندين بناءً على أسس جغرافية، فحوّلت المجموعات المحلية إلى أفواج في كلّ مقاطعة. التحق فيو بفوج مقاطعة ريتشموند، وهو الفوج الذي ترأسه شقيقه الأكبر بنجامين. شملت واجبات فيو العسكرية على مدار السنتين التاليتين حضور الاجتماعات العسكرية حيث يعلّم أصدقاءه وجيرانه المهارات التي اكتسبها عندما كان عضوًا في ميليشيا كارولاينا الشمالية. استُدعي فيو إلى الخدمة الفعلية في عام 1778، حينها واجهت جورجيا خطر غزو قوة من الميليشيات الملكية والجنود البريطانيين النظاميين المتمركزين في فلوريدا.
مُنيت حملة الجورجيين العسكرية الأولى بالفشل، لكن قوةً عسكرية مؤلفة من وحدات الولاية والجيش القاري استطاعت التصدي لغارة العدو على صان بوري قرب الحدود الجنوبية الشرقية للولاية. مع ذلك، نظّم اللواء روبرت هاو في الجيش القاري هجومًا مضادًا كبّل الحاكم جون هوستون قبل وصول القوات الوطنية إلى سانت أوغسطين. كان فيو قائد فرقة ميليشيا جورجيا، وشاهد انهيار الدعم اللوجستي للحملة، ثم تفكك القوة، وبروز المشاحنات بين كبار الضباط بالتزامن مع انتشار الأمراض التي أهلكت الوحدات العسكرية. نجا نصف الجنود الأمريكيين الذين عادوا إلى موطنهم. أدى هجوم برمائي بريطاني مفاجئ في نهاية العام إلى الاستيلاء على مدينة سافانا في ولاية جورجيا، وإبادة ما تبقى من وحدات الجيش القاري، تحت قيادة الجنرال هاو، ومعظم تنظيمات الميليشيات الشرقية. استمرّت المقاومة المسلحة ضد البريطانيين، تحت قيادة فوج مقاطعة ريتشموند، في الجزء الغربي من الولاية. اشتبك الفوج، على مدار عام 1779، مع الوحدات البريطانية الاستقصائية، وتسلّم فيو حينها المرتبة الثانية من سلسلة القيادة، فأجبرت تلك الاشتباكات العدوَّ على إخلاء مدينة أوغستا، وهي المدينة التي استولى البريطانيون عليها بعد فترة قصيرةٍ من سقوط سافانا.
انقلبت موازين الحرب في جورجيا بعد نجاح المواطنين المجندين في الدفاع عن وطنهم، فأدى تحوّل الوضع إلى حثّ القائد الجديد للجيش القاري المتمركز في المنطقة، وهو اللواء بنيامين لينكون، على اتخاذ موقف هجومي. حشد لينكون وحدات الميليشيا والجيش القاري من جورجيا إلى كارولاينا الجنوبية، فضلًا عن قوة فرنسية وصلت حديثًا من جزر الكاريبي لحصار سافانا. واجه اللواء صعوبات فوريةٍ في تنسيق جهود القوات المتنوعة والمختلفة. أراد الفرنسيون إنهاء العمليات بسرعة من أجل الانتقال إلى واجبات أخرى، فأقنعوا لينكون بشنّ هجوم جبهوي شامل.